# Adigeni
Adigeni (georgiska: ადიგენი) är en daba (stadsliknande ort) i Georgien. Den ligger i regionen Samtsche-Dzjavachetien, i den centrala delen av landet, 180 km väster om huvudstaden Tbilisi. Adigeni ligger 1 253 meter över havet och antalet invånare var 783 år 2014. Adigeni är administrativt centrum för distriktet Adigeni.